# Отон II де Лален
Отон II де Лален (фр. Othon II de Lalaing; ок. 1338 — 13 января 1441) — сеньор де Лален, Монтиньи, Бюньикур — геннегауский и бургундский государственный деятель, великий бальи Эно.
Третий сын Никола III де Лалена и Изабо де Монтиньи.
Родился в самом начале Столетней войны и умер за 12 лет до её окончания, в возрасте 103 лет.
Унаследовал семейные владения после смерти бездетных старших братьев. В документах архива дома де Лален чаще всего упоминается под именем От (Host), а в литературе фигурирует как Otte и  Otto.
Великий бальи Эно в 1398—1402, в правление графа Альбрехта Баварского.
13 марта 1415 внес несколько изменений в законы Лаллена.
В 1431, с согласия жены и детей, уступил аббатству Сент-Обен право сбора десятины с Иви и Авен-ле-Сека.

## Семья
Жена: Иоланда де Барбансон (ум. 9.01.1434), дама де Монтиньи-Сен-Кристоф и де Ант, дочь Жана де Барбансона и Иоланды де Гавр
Дети:
- Гийом де Лален (ум. 27.08.1475). Жена (ок. 1418): Жанна де Креки (ум. 1495), дочь Жана IV де Креки и Жанны де Руа
- Санш (Сансон) де Лален (ум. ок. 1460), сеньор де Брик и де Тийи. Жена: Катрин де Роберсарт, дама де Брёй и д'Эскайон
- Симон VIII де Лален (ок. 1405—15.03.1476), сеньор де Монтиньи. Жена (11.06.1441): Жанна де Гавр, дама д'Экорне (ум. 1478), дочь Арно VII, сеньора д'Экорне, и Марии д'Омон, дамы де Бракль
- Маргарита де Лален (ум. 1444), канонисса в Монсе
- Жаклин де Лален (ум. 1446), канонисса в Монсе
- Иоланта де Лален (ум. юной)

Бастарды:
- Жан, бастард де Лален, бургундский кавалерист. Жена: Жаклин де Сен
- Отт, бастард де Лален, называемый «де Мораже», конюший